# برنغار الثاني ملك إيطاليا
برنغار من إيفريا (حوالي 900 - 4 أغسطس 966)، وأحيانًا يشار إليه باسم برنغار الثاني ملك إيطاليا. كان مرغريف إيفريا وملك إيطاليا من 950 وحتى خلعه في 961 وهو الأخير قبل ضم إيطاليا إلى الإمبراطورية الرومانية المقدسة. وكان سليل الأسرة الأنسكارية من برغندي.